# Andriej Ługowoj
Andriej Konstantinowicz Ługowoj, ros. Андре́й Константи́нович Лугово́й (ur. 19 września 1966 w Lenkoranie) – rosyjski polityk i przedsiębiorca, były funkcjonariusz KGB, deputowany Dumy Państwowej z ramienia LDPR. W 2007 roku brytyjskie władze zwróciły się do strony rosyjskiej z wnioskiem o jego ekstradycję w związku z podejrzeniami o udział w zabójstwie Aleksandra Litwinienki.

## Życiorys
Do KGB ZSRR wstąpił w 1987 roku służył w IX Zarządzie Głównym KGB ZSRR jako funkcjonariusz ochrony władz państwowych, a następnie był członkiem wyodrębnionej nowej instytucji FSO do 1996. W tym czasie ochraniał m.in. premiera Jegora Gajdara i ministra spraw zagranicznych Andrieja Kozyriewa. Przez kilka lat odpowiadał za ochronę telewizji ORT. W 2001 został zatrzymany w związku z podejrzeniem zorganizowania ucieczki byłego szefa Aerofłotu Nikołaja Głuszkowa, oskarżonego o defraudację.